# Swartzia alato-sericea
Swartzia alato-sericea là một loài thực vật có hoa trong họ Đậu. Loài này được Barneby miêu tả khoa học đầu tiên năm 1991.